# Reuven Rubin

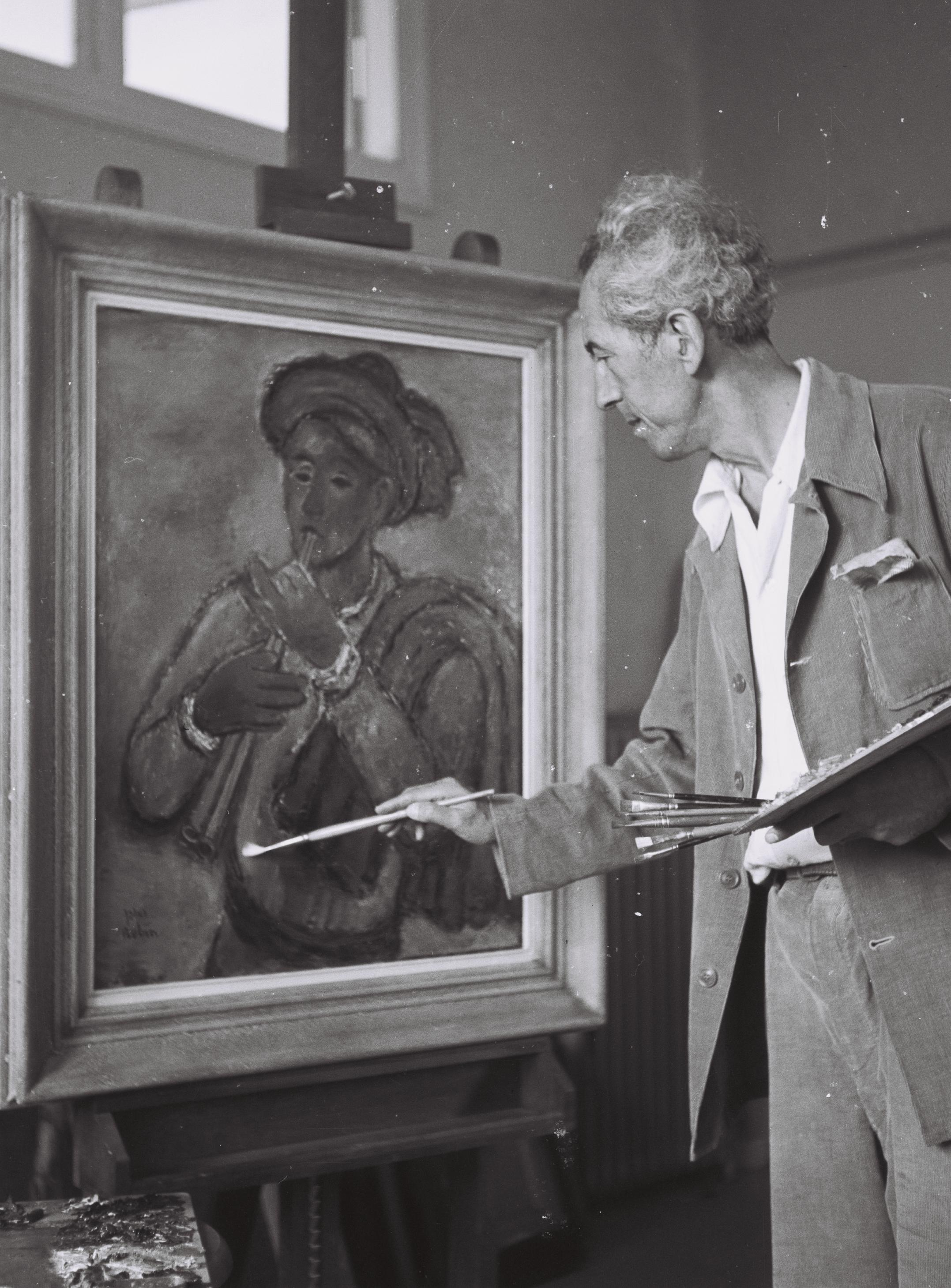
Rubin 1946 in seinem Atelier in Tel Aviv

Reuven Rubin (* 13. November 1893 in Galați als Reuven Zelicovici; † 13. Oktober 1974, Tel Aviv) war ein rumänischstämmiger, israelischer Maler und der erste israelische Botschafter in Rumänien. Er war auf zahlreichen Ausstellungen international vertreten und Träger des Israel-Preises.

## Leben

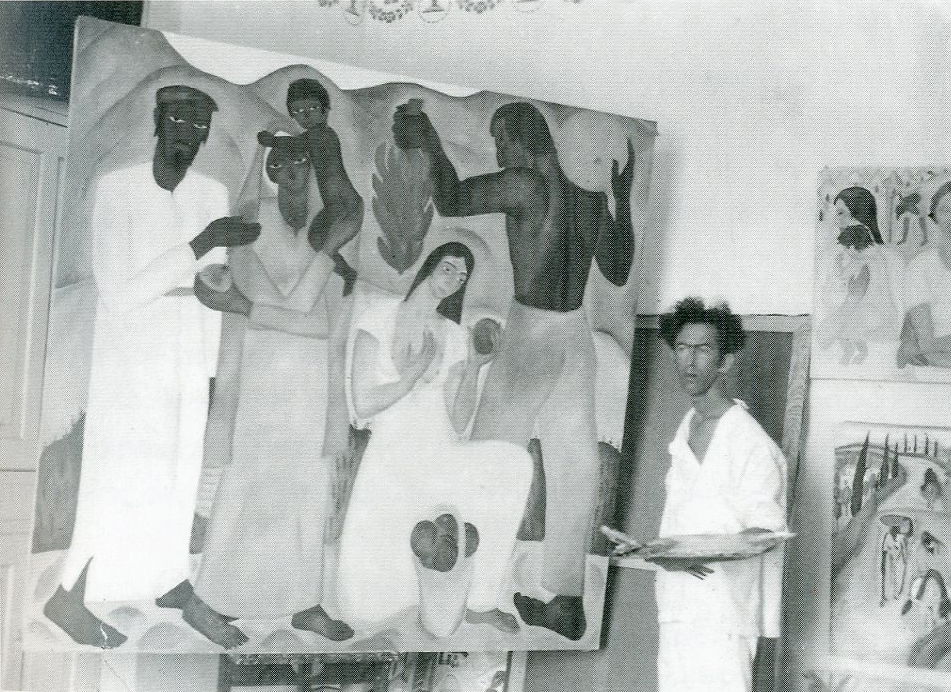
Reuven Rubin mit dem Mittelteil des Triptychons Erste Früchte von 1923

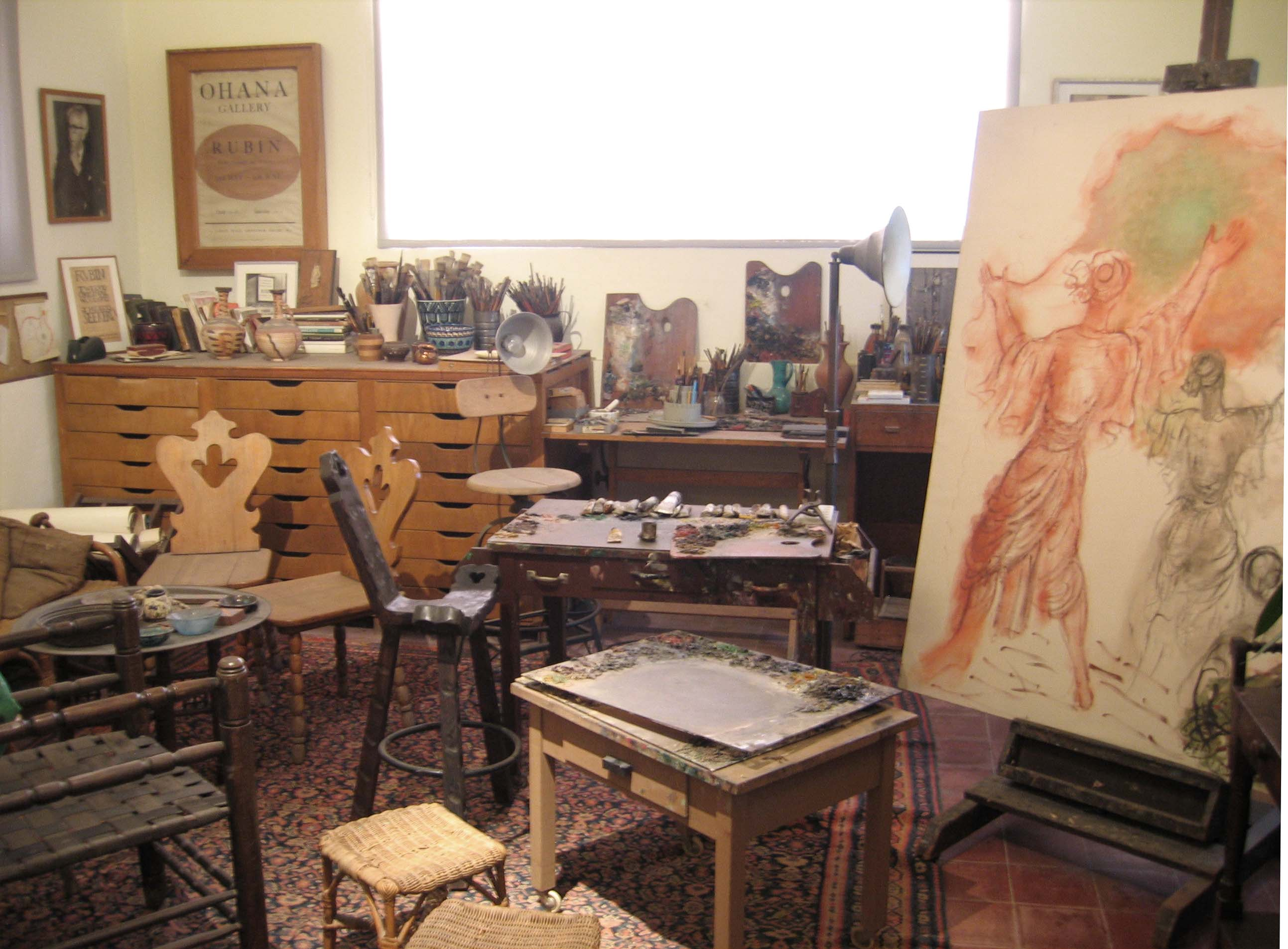
Das Atelier im heutigen Rubin-Museum

Reuven Rubin wurde am 13. November 1893 als Reuven Zelicovici geboren. Der von ihm später gewählte Nachname Rubin ist im amerikanischen Sprachraum eine Variante seines Vornamens. Er war das achte von dreizehn Kindern einer armen chassidisch-jüdischen Familie. Schon als Jugendlicher begann er zu zeichnen. 1912 studierte er an der Bezalel Academy of Arts and Design in Jerusalem, mit dem dortigen Studium unzufrieden, setzte er bereits ein Jahr später seine Studien an der École nationale supérieure des beaux-arts und der Académie Colarossi in Paris fort. In den Jahren 1915 bis 1920 unternahm er Reisen nach Italien sowie in die Schweiz und kehrte in das nach dem Ersten Weltkrieg rumänische Czernowitz zurück. Er illustrierte jüdische und zionistische Veröffentlichungen und arbeitete mit dem Illustrator und Maler Arthur Kolnik zusammen. 1921 reiste er mit diesem nach New York, wo sie gemeinsam in den Anderson Galleries von Alfred Stieglitz ausstellten. Nach seiner Rückkehr nach Europa 1922 stellte Rubin in Bukarest aus. 
1923 ließ er sich in Palästina nieder. In Jerusalem und Tel Aviv hatte er 1924 erste Einzelausstellungen, denen weitere folgten. 1929 heiratete er die Amerikanerin Esther Davis, mit der er 1945 und 1952 zwei Kinder hatte. 1933 bestritt er die erste Einzelausstellung im neu eröffneten Tel Aviv-Museum. In den Jahren bis 1945 folgten Ausstellungen in London, New York, Los Angeles, San Francisco und bühnenbildnerische Tätigkeit für das israelische Nationaltheater. 1945 wurde ihm vom Hebrew Union College die Ehrendoktorwürde zuerkannt. 1947 erhielt er im Tel Aviv-Museum eine erste Retrospektive, 1952 stellte er wiederum in New York und auf der Biennale von Venedig aus. Neben anderen internationalen Ausstellungen nahm er mit sechs anderen israelischen Malern an einer Ausstellung teil, die von führenden Museen der Vereinigten Staaten übernommen wurde. 1964 erhielt er den nach Meir Dizengoff benannten Preis. In den Jahren 1966 und 1967 fand eine Retrospektive im Nationalmuseum Israels und dem Tel Aviv-Museum statt. Rubin stellte in Genf und Palm Beach aus. 1969 veröffentlichte er seine Autobiographie. In diesem Jahr gestaltete er Glasfenster für die Empfangshalle der Residenz des israelischen Präsidenten. 
1973 wurde Reuven Rubin der Israel-Preis, die höchste Auszeichnung des Staates Israel, für sein künstlerisches Lebenswerk verliehen. Der Minister für Bildung und Kultur, Jigal Allon, zeichnete Rubin damit am israelischen Unabhängigkeitstag aus. Reuven Rubin starb am 13. Oktober 1974 in Tel Aviv. Sein Haus wurde zum Reuven Rubin Museum, dessen Aktivitäten seine Frau unterstützte. Sie starb mit 99 Jahren am 19. Juli 2010.

## Werk
Reuven Ruben stellte international in wichtigen Museen aus. Die ihm zugedachten Preise zeigen seine Bedeutung. Seine Malerei zeigt seine Liebe zu Israel, zur jüdischen Kultur und zur Religion. Bilder von Tel Aviv, Galiläa, Personen und Szenen des Landes tauchen ebenso auf wie biblische Szenen. Seine Kunst und sein Leben sind vor dem Hintergrund des Zionismus, der Staatsgründung Israels und der Geschichte der Juden in Rumänien zu sehen. Rubin schuf eine neue künstlerische Sprache, indem er französische Einflüsse wie die Kunst Henri Rousseaus mit Elementen der Naiven Kunst, Stilmitteln der russischen Avantgarde sowie neo-byzantinischen Maltechniken verband, und diese auf die Bedürfnisse in Israel anpasste.

## Diplomatische Karriere
Von 1948 bis 1950 war Reuven Rubin auf Bitte von David Ben-Gurion der erste israelische Botschafter in der Volksrepublik Rumänien. Es gelang ihm, im Sinne der Alija, also der jüdischen Einwanderung nach Israel zu wirken.

## Nachleben
Reuven Rubin vermachte das Haus nahe dem Rathaus von Tel Aviv, das er mit seiner Familie ab 1946 bewohnt hatte, sowie seine Gemäldesammlung der Stadt Tel Aviv. 1983 wurde es als Reuven-Rubin-Museum eröffnet. Neben seinen Werken und dem im Originalzustand erhaltenen Atelier werden Dokumente und Skizzen gezeigt, die seine Lebensgeschichte illustrieren. Zwei seiner Bilder befinden sich heute in Räumen des israelischen Parlaments, der Knesset. Seine Werke erzielten 2007 bei Sotheby’s Preise im sechsstelligen Dollarbereich.